# Hans Maarten van den Brink
Pour les articles homonymes, voir van den Brink.
Hans Maarten van den Brink, écrit le plus souvent H. M. van den Brink, né en 1956 à Oegstgeest, est un journaliste et écrivain néerlandais.

## Biographie
Van den Brink vit à Amsterdam et fait une carrière dans la presse écrite, au NRC Handelsblad, journal pour lequel il est correspondant aux États-Unis et en Espagne. Il passe également par l’audiovisuel, étant directeur de la VPRO, avant de se consacrer entièrement à l’écriture. C’est avec Sur l’eau (1998), roman sur l’amitié et le bonheur, qu'il rencontre le succès international (roman traduit en anglais, italien, allemand). Dans Cœur de verre (1999) il met en scène, à travers le personnage d’un urbaniste, l’obsession de la réussite et du plaisir qui caractérise nos sociétés.

## Œuvres
- Over het water, 1998

- traduit en français sous le titre Sur l’eau par Anita Concas, Paris, Éditions Gallimard, « Du monde entier », 2000, 160 p.,  (ISBN 2-07-075653-X)
- Proposé pour le Generale Bank Literatuurprijs, le Libris Literatuurprijs, l’Independent Foreign Fiction Prize, le Prix Femina et le Prix Médicis, récompensé de l’Euregioprijs.
- De vooruitgang, 1993
- Hart van glas, 1999

- traduit en français sous le titre Cœur de verre par Anita Concas, Paris, Éditions Gallimard, « Du monde entier », 2002, 264 p.,  (ISBN 2-07-076015-4)
- De dertig dagen van Sint Isidoor, 2003
- Dijk, 2016

- traduit en français sous le titre Poids et mesures par Danielle Losman, Paris, Éditions Gallimard, « Du monde entier », 2018, 208 p.,  (ISBN 978-2-07-271685-0)
- Koning Wilders, 2017